# Living Sacrifice
Living Sacrifice — христианская метал-группа из США, образованная в 1989 году в Литл-Роке (штат Арканзас).

## История
Команда была основана Дарреном «D.J.» Джонсоном (бас, вокал), Лэнсом Гэрвином (ударные), Брюсом Фицхью (гитара) и Джейсоном Траби (гитара), всем участникам группы было тогда по 18 лет. Участники ориентировались на творчество групп Believer и The Crucified.
Первая демо-запись Not Yielding to Ungodly в жанре трэш-метал в стиле таких групп, как Testament, Anthrax, Megadeth и Slayer была выпущена на лейбле в 1989 году REX records, с которым группа заключила контракт.
В 1992 году музыканты записали полноформатный альбом Nonexistent в жанре флоридского дэт-метала. В его поддержку было организовано двухмесячное турне. Третий альбом, Inhabit, был записан под влиянием творчества Malevolent Creation, и после выхода пластинки Living Sacrifice отыграли серию концертов вместе с этой командой. В 1995 году REX records начал испытывать финансовые трудности, и коллектив перестал записывать материал на этом лейбле. Вскоре после этого команду покинул Даррен Джонсон. В результате вокалистом стал Брюс Фицхью, а бас-гитара перешла к брату Джейсона Крису.
В 1996 году Living Sacrifice заключили контракт с лейблом Solidstate records, который специализировался на экстремальной музыке.
Несмотря на успех альбома четвёртого альбома Reborn кадровые перестановки продолжились, поскольку из группы ушли братья Траби (так, Джейсон Траби ушел в группу P.O.D.). Некоторое время на гитаре играл Кори Путмэн, затем стал Роки Грэю (англ. Rocky Gray). Басовые партии исполнялись бывшим участником Eso-Charis Артуром Грином, ударником стал Мэттью Путмэн из этой же группы. В 1999 году Solidstate records переиздала первые три альбома группы, а новая студийная работа появилась годом позже. Затем последовало двухгодичное турне, в результате чего The Hammering Process стал самым продаваемым релизом Living Sacrifice.
В 2002 году записан альбом Conceived In Fire, после чего Грэй ушел играть на ударных в Evanescence. После этого было проведено последнее турне. Заключительный концерт состоялся 28 июня 2003 года в клубе «Vino». В феврале 2008 года Living Sacrifice объявили о своём воссоединении в классическом составе. Они записали новый альбом и гастролировали по США, в туре, который прошел с 22 мая 2008 года. Новый альбом The Infinite Order вышел 26 января 2010 года. 

## Дискография
- Not Yielding To Ungodly — (1989)
- Living Sacrifice — (1991)
- Nonexistent — (1992)
- Inhabit — (1994)
- Reborn — (1997)
- The Hammering Process — (2000)
- Conceived In Fire — (2002)
- In Memoriam — (сборник лучших песен + 3 новые песни, записанные специально для этого издания, 2005)
- Death Machine EP — (2008)
- Rules of Engagement [Single] — (2009)
- The Infinite Order — (2010)
- Ghost Thief — (2013)

## Состав
Нынешний состав
- Брюс Фицхью — вокал, ритм-гитара (1989—2003; 2005 2008-настоящее время)
- Роки Грей — соло-гитара, бэк-вокал (1999—2003 & 2005, 2008-настоящее время)
- Артур Грин — бас (1999—2003, 2008-настоящее время)
- Лэнс Гэрвин — ударные (1989—2003 & 2005, 2008-настоящее время)

Бывшие участники
- Мэтт Путмэн — перкуссия (1999—2003)
- Даррен «D.J.» Джонсон — вокал, бас (1989—1995)
- Джейсон Траби — соло-гитара, бэк-вокал (1989—1998)
- Кори Путмэн — бэк-вокал, соло-гитара (частично 1998 & 2003)
- Крис Траби — бас (1995—1998)
- Джей Стэйси — бас (1998—1999)

Timeline